# Steve Kember
Stephen Dennis Kember, más conocido como Steve Kember (Londres, Inglaterra, 8 de septiembre de 1948), es un exfutbolista inglés que se desempeñó como centrocampista en clubes como el Crystal Palace y el Chelsea FC.

## Clubes
| Club                | País       | Año         |
| ------------------- | ---------- | ----------- |
| Crystal Palace      | Inglaterra | 1965 - 1971 |
| Chelsea FC          | Inglaterra | 1971 - 1975 |
| Leicester City      | Inglaterra | 1975 - 1978 |
| Crystal Palace      | Inglaterra | 1978 - 1980 |
| Vancouver Whitecaps | Canadá     | 1980 - 1981 |